# Qada'ah
Qada'ah (en árabe: ديرة الكداءة‎, romanizado: Kidā'ah)  es una pequeña aldea agrícola y ganadera, situada al noreste de Emiratos Árabes Unidos (UAE), en las Montañas al Hayar, Emirato de Ras al Jaima, a una altitud aproximada de 870 m, y a poco más de un kilómetro del límite fronterizo con el vecino Sultanato de Omán.
El pueblo cuenta con unas 20 casas, algunas de ellas reconstruidas y reformadas siguiendo un estilo tradicional; albarradas y bancales sostenidos por muros de piedra seca, sin argamasa, que permiten retener el agua y la tierra, destinados a plantación de cereal y otros usos agrícolas; canalizaciones para recoger el agua de la escorrentía; aljibes; apriscos; graneros y otras construcciones. La mayoría de las viviendas habitables son utilizadas como segundas residencias por sus propietarios.
El acceso a Qada'ah sólo es posible caminando o con burros, utilizando generalmente un pedregoso y pendiente sendero y camino de herradura que parte de la aldea de Danam, situada al oesnoroeste de Qada'ah, a orillas del Wadi Qada'ah.

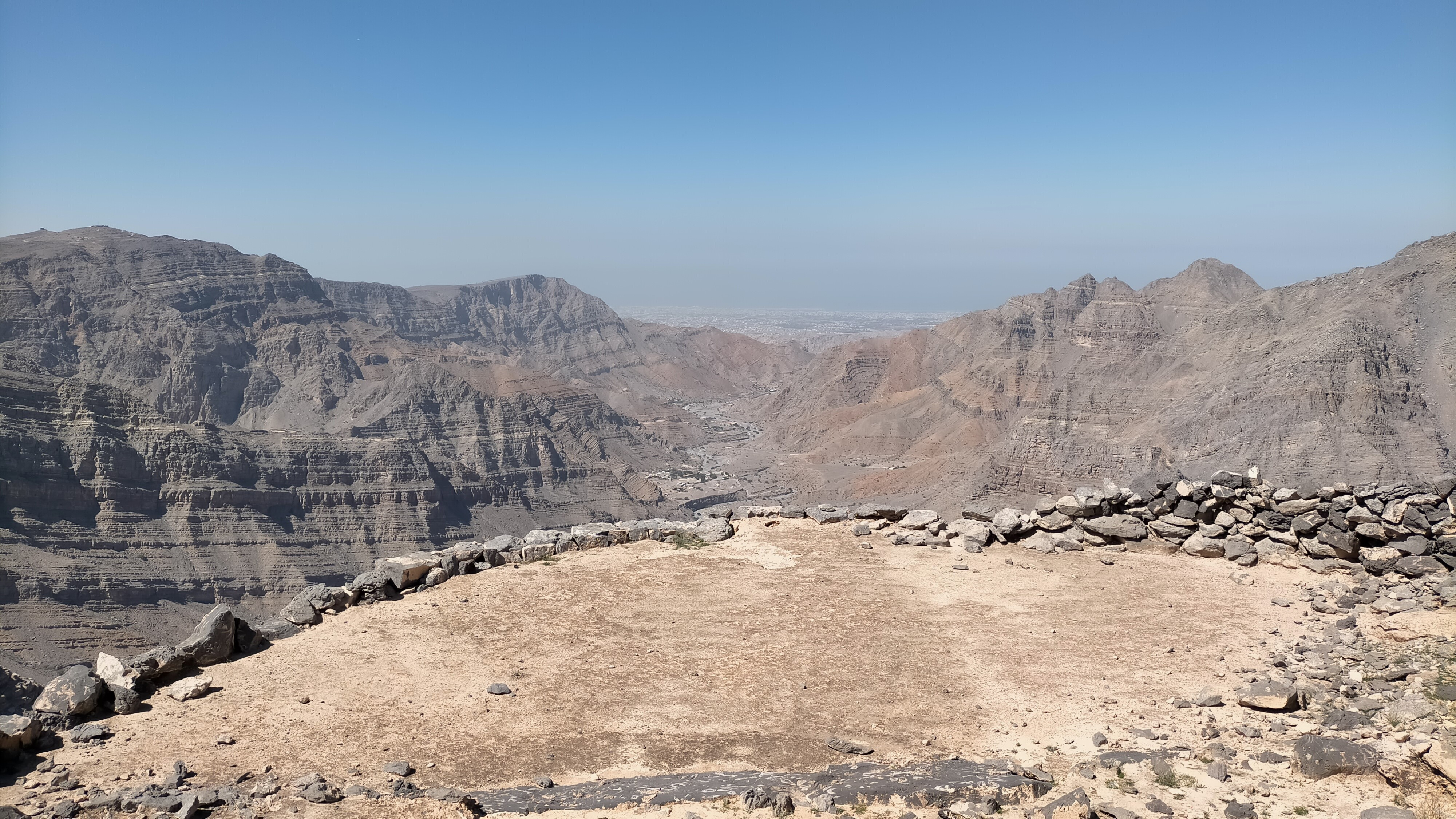
Vista del Wadi Qada'ah, desde la aldea de Qada'ah

La pequeña meseta por la que se extiende el pueblo de Qada'ah, constituye una formidable atalaya desde la que se domina, hacia el oeste, buena parte del curso medio y bajo del Wadi Qada'ah e incluso la costa del Golfo Pérsico; hacia el norte, la vertiente meridional del Jabal Al Ahqab (Jabal Qada'ah); y hacia el este algunos sectores del curso alto del Wadi Qada'ah y los acantilados y cresta montañosa que sirve de referencia para el límite fronterizo con Omán.

## Toponimia
Nombres alternativos: Kida'ah, Kidā'ah, Qada`ah, Qadda`a, Qada‘a, Qada‘ah, Qadda‘a, Deira Al-Qada'ah, Deira Al-Quda, Deira Al-Kidā'ah. 
Mientras que la posición y el trazado del curso que sigue el Wadi Qada'ah están relativamente bien definidos en los mapas históricos, especialmente en el publicado por el Ministerio de Defensa del Reino Unido en 1971, la ubicación exacta de la aldea de Qada'ah no está suficientemente precisada, ni en las principales bases de datos geográficos, ni en los mapas elaborados a mano, entre 1950 y 1960, por el arabista, cartógrafo, militar y diplomático británico Julian F. Walker, durante los trabajos efectuados para el establecimiento de fronteras entre los entonces denominados Estados de la Tregua, ni en otros mapas publicados en la misma época.
En todos ellos consta la referencia a un pueblo con el nombre de Qada'ah, situado en el Wadi Qada'ah, pero no se facilitan las coordenadas de su ubicación, y su posición es errática, figurando en ocasiones como un área de cultivo situada en el curso inferior del wadi (en la vertiente norte del Jabal Sall), y en otras aparece reseñado en su curso medio (aproximadamente donde se encuentra la actual aldea de Mak Sikek).

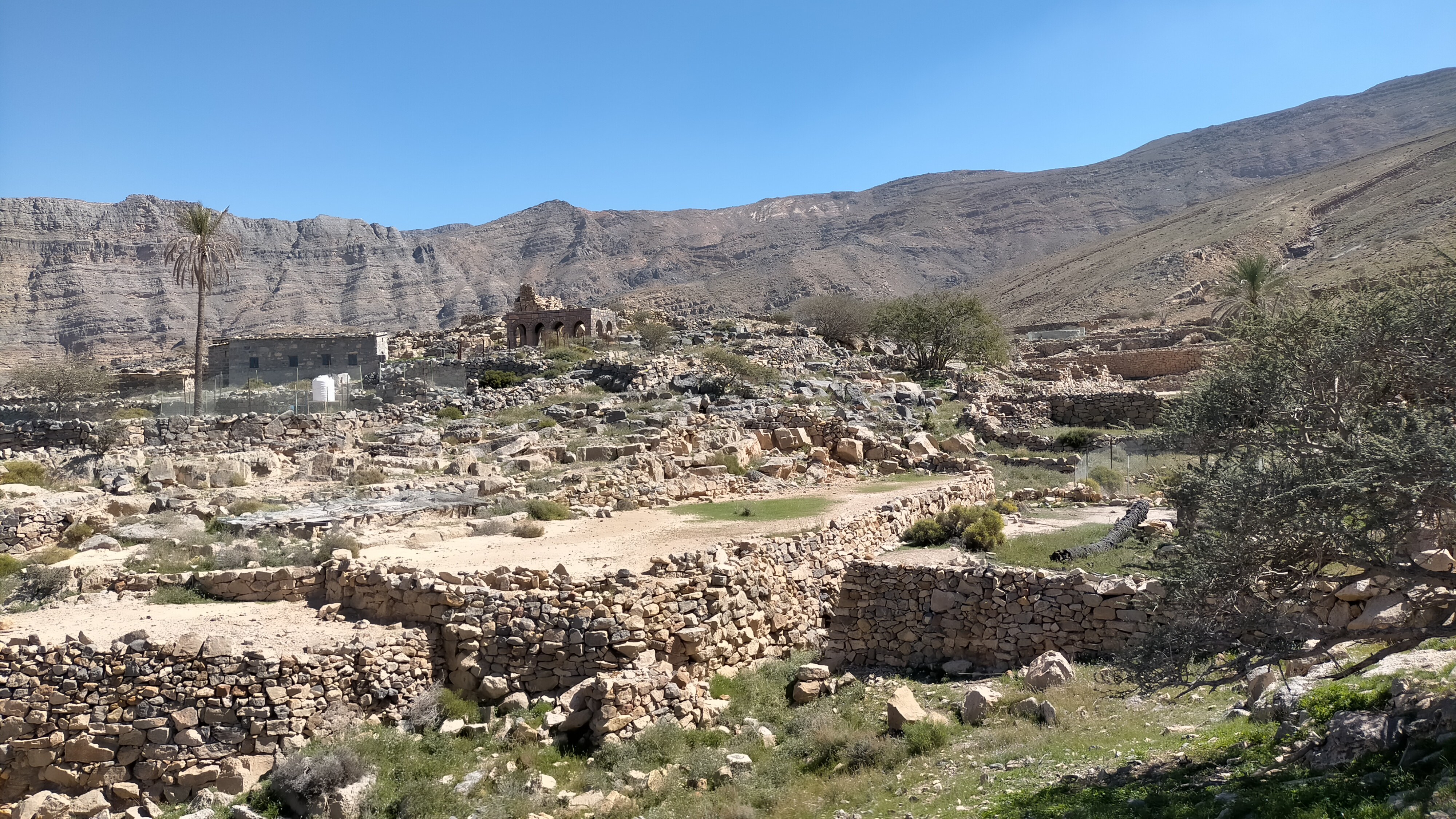
Antiguas y nuevas construcciones, en Qada'ah

Son perfectamente comprensibles las dificultades que han podido surgir en el pasado a los cartógrafos, para determinar la posición exacta del pueblo, ya que además de que se encuentra en la cabecera del Wadi Qada'ah, en una zona de difícil acceso, como es costumbre en casi todos los wadis de EAU, el topónimo de referencia ha sido y sigue siendo generalmente el del propio wadi, y todas las aldeas, pueblos, pequeñas granjas diseminadas, o zonas de cultivo de la zona, se identifican habitualmente con ese mismo nombre, común a todas ellas.
No obstante, en los mapas elaborados entre 1986 y 1991 por el Military Survey, Abu Dhabi, que se utilizaron en 1993 para la publicación de «The national atlas of the United Arab Emirates», se establecieron definitivamente las coordenadas de la aldea de Qada'ah en la posición 25°45′N, 56°08′E, y se hizo constar su nombre con la grafía Kidā'ah, que es la que corresponde a la manera en que se pronuncia, según sus habitantes nativos.

## Población
Toda el área próxima a Qada'ah, estuvo poblada por la tribu Habus, y correspondía principalmente a la zona tribal de Banī Huraymish.